# Завады (Западно-Варшавский повет)
Зава́ды (пол. Zawady) — село в Польше в сельской гмине Кампинос Западно-Варшавского повета Мазовецкого воеводства.
Село располагается в 3 км от административного центра сельской гмины Кампинос, в 27 км от административного центра повета города Ожарув-Мазовецкий и в 40 км от административного центра воеводства города Варшава.
В 1975—1998 годах село входило в состав Варшавского воеводства.